# Wausau (Floride)
Pour l’article homonyme, voir Wausau (Wisconsin).
Wausau est une ville américaine située dans le comté de Washington en Floride.

## Démographie
| 1970 | 1980 | 1990 | 2000 | 2010 | - |
| ---- | ---- | ---- | ---- | ---- | - |
| 288  | 347  | 313  | 398  | 383  | - |

Selon le recensement de 2010, Wausau compte 383 habitants. La municipalité s'étend sur 1,16 milles carrés (3 km2).